# Bahnstrecke Langenhagen Pferdemarkt–Hannover Flughafen
| Eingangshalle zum Bahnhof Hannover Flughafen |                      |                                             |                                             |
| Streckennummer (DB): | 1713                 |                                             |                                             |
| Kursbuchstrecke (DB): | 360.5                |                                             |                                             |
| Streckenlänge: | 3,5 km               |                                             |                                             |
| Spurweite: | 1435 mm (Normalspur) |                                             |                                             |
| Streckenklasse: | D4                   |                                             |                                             |
| Stromsystem: | 15 kV 16,7 Hz ~      |                                             |                                             |
| Minimaler Radius: | >300 m               |                                             |                                             |
| Streckengeschwindigkeit: | 120 km/h             |                                             |                                             |
| Zweigleisigkeit: | nein                 |                                             |                                             |
| |                      |                                             |                                             |
| \| \| \| von Hannover-Nordstadt und von Hannover Hbf \| \| \| \| 11,4 \| Langenhagen Pferdemarkt \| Langenhagen Pferdemarkt \| \| \| \| nach Celle \| \| \| \| 12,0 \| nach Walsrode \| nach Walsrode \| \| \| \| A 352 \| \| \| \| 15,0 \| \| \| \| \| 15,4 \| Hannover Flughafen \| Hannover Flughafen \| |                      |                                             |                                             |
| Strecke |                      | von Hannover-Nordstadt und von Hannover Hbf | von Hannover-Nordstadt und von Hannover Hbf |
| Bahnhof | 11,4                 | Langenhagen Pferdemarkt                     | Langenhagen Pferdemarkt                     |
| Abzweig geradeaus und nach rechts |                      | nach Celle                                  | nach Celle                                  |
| Abzweig geradeaus und nach rechts | 12,0                 | nach Walsrode                               | nach Walsrode                               |
| Brücke |                      | A 352                                       | A 352                                       |
| Tunnelanfang | 15,0                 |                                             |                                             |
| S-Kopfbahnhof Streckenende (im Tunnel) | 15,4                 | Hannover Flughafen                          | Hannover Flughafen                          |

Die Bahnstrecke Langenhagen Pferdemarkt–Hannover Flughafen ist eine Hauptbahn auf dem Gebiet der Stadt Langenhagen in der Region Hannover und dient der Anbindung des Flughafens Hannover an den öffentlichen Nahverkehr. Sie wird seit ihrer Eröffnung am 28. Mai 2000 ausschließlich durch die S-Bahn Hannover bedient.

## Verlauf
Die Strecke zweigt im Bahnhof Langenhagen Pferdemarkt in westlicher Richtung von der an dieser Stelle nordwärts verlaufenden Bahnstrecke Hannover–Buchholz ab. Sie verläuft dann nahezu direkt in westlicher Richtung und überquert dabei die A 352. Kurz vor dem Bahnhof Hannover Flughafen beginnt ein Einschnitt, in dem die Strecke in südwestliche Richtung abknickt und in die unterirdische Station einmündet.
Der S-Bahnhof ist ein Kopfbahnhof und die einzige Station der Strecke. Die Station besitzt zwei Bahnsteiggleise, die sich noch im Tunnelbereich zum einzigen Streckengleis vereinigen. Die Zufahrtsrampe zur Station ist jedoch breit genug, um ein zweites Gleis nachzurüsten.
Für die Strecke ist das Elektronische Stellwerk in Langenhagen zuständig; der Fahrdienstleiter sitzt in der Betriebszentrale Nord in Hannover.

## Betrieb
Im Normalfall wird die Strecke von der Linie S5 nach Hameln – Paderborn befahren. Während großer Messen auf dem Messegelände Hannover verkehrt zusätzlich die Linie S8 zum Bahnhof Hannover Messe/Laatzen.
Ab dem 3. März 2000 hatte auf der Strecke schon ein Probebetrieb stattgefunden.

## Unfall
Am 29. Juni 2000 ereignete sich auf der Rampe der S-Bahn-Station ein Unfall, bei dem zwei Züge der Baureihe 423 zusammenstießen. Der einfahrende Zug hatte Verspätung, als der ausfahrende Zug pünktlich aus der Station ausfuhr und dabei ein Halt zeigendes Signal überfuhr. Nach der automatisch eingeleiteten Zwangsbremsung der Punktförmigen Zugbeeinflussung (PZB) fuhr der Triebfahrzeugführer erneut an, ohne sich vorher mit dem Fahrdienstleiter zu verständigen, und fuhr dem einfahrenden Zug entgegen. Bedingt durch die Streckenführung war der jeweils entgegenkommende Zug erst kurz vor dem Zusammenstoß sichtbar.
Zum Zeitpunkt des Unfalls war es Triebfahrzeugführern lediglich bei Zwangsbremsungen an Hauptsignalen vorgeschrieben, sich mit dem Fahrdienstleiter in Verbindung zu setzen. Nach dem Unfall wies das Eisenbahn-Bundesamt die Deutsche Bahn an, das Regelwerk so zu ändern, dass Triebfahrzeugführer grundsätzlich nach einer PZB-Zwangsbremsung Kontakt zum Fahrdienstleiter aufnehmen müssen. Eine entsprechende Änderung der Richtlinie 408 wurde im Juni 2003 umgesetzt.